# Kinberg från Gotland
Kinberg från Gotland är en svensk släkt som härstammar från bonden Lars Larsson i Kinner, Lummelunda, Gotland

## Stamtavla över kända medlemmar
- Lars Larsson (1688–1728), bonde, Kinner, Lummelunda, Gotland 
  - Jacob Kinberg (1718–1797), sjöfarande, Visby 
    - Lars Kinberg (1761–1833), köpman, Visby
      - Laurentius Kinberg (1800–1828), medicine doktor, Uppsala
      - Jacob Niclas Kinberg (1801–1892), porträttmålare, preussisk konsul, Visby, gift med en syster till tonsättaren Carl Johan Laurin
        - Jacques Kinberg (1832–1907), provinsialläkare, Kalmar
        - Lars Oscar Kinberg (1833–1921), grosshandlare, akvarellist, Stockholm
        - Carl Kinberg (1835–1921), sekreterare i statskontoret, amatörmusiker
        - Edward Kinberg (1839–1920), byråchef i domänstyrelsen, tecknare, riksdagsman
        - August Kinberg (1844–1916), revisor i kammarrätten, genealog